# Dominik Kubiak
Dominik Kubiak (ur. 1 stycznia 1986 w Poznaniu) – polski wioślarz.

## Osiągnięcia
- Mistrzostwa Świata Juniorów – Banyoles 2004 – czwórka podwójna – 13. miejsce[1].
- Mistrzostwa Świata U-23 – Amsterdam 2005 – ósemka – 11. miejsce[1].
- Mistrzostwa Świata U-23 – Hazewinkel 2006 – ósemka – 6. miejsce[1].
- Akademickie Mistrzostwa Świata – Troki 2006 – ósemka – 1. miejsce[1].
- Mistrzostwa Świata – Monachium 2007 – czwórka bez sternika – 20. miejsce[1].
- Mistrzostwa Europy – Poznań 2007 – czwórka bez sternika – 4. miejsce[1].
- Mistrzostwa Świata U-23 – Brandenburg 2008 – ósemka – 3. miejsce[1].
- Akademickie Mistrzostwa Świata – Szeged 2010 – czwórka bez sternika – 1. miejsce[1].